# 1457 год в науке
В 1457 году произошли различные научные и технологические события, некоторые из которых представлены ниже.

## События
- 21 сентября 1457 года по инициативе эрцгерцога Альбрехта VI основан Фрайбургский университет

## Родились
- Матвей Меховский — польский историк и географ эпохи Ренессанса, профессор Краковского университета, придворный врач и астролог короля Сигизмунда I. Автор медицинских и исторических сочинений.